# Daniel Avery (muzyk)
Daniel Avery – angielski DJ, remikser i producent muzyczny, twórca muzyki elektronicznej w klimacie acid house'u i psychodelii. Był inżynierem dźwięku w studiu Andy’ego Weatharalla, Shoreditch. Jest rezydentem słynnego londyńskiego klubu Fabric, gdzie prowadzi energetyczne sety w oparciu o mało znane nagrania z przeszłości. Remiksował m.in. wykonawców jak Primal Scream czy The Horrors. W 2012 r. artysta wydał 2 autorskie EP, a na uznanej serii kompilacyjnej Fabric (album „Fabriclive 66”) znalazły się jego miksy nagrywane na żywo podczas imprez klubowych. Debiutancki album Avery’ego pt. Drone Logic ukazał się w 2013 r. i został bardzo dobrze przyjęty.

## Dyskografia

### Albumy solowe
- 2013-10-07: Drone Logic (Phantasy Sound/ Because Music)

### Minialbumy
- 2012-10-29: Water Jump EP (Phantasy)
- 2012-07-17: Need Electric EP (Phantasy)

### Single
- 2013-12-16: Reception (Perc Remix) (Phantasy)
- 2013-02-18: Drone Logic (Factory Floor / Gabe Gurnsey Remix) (Phantasy)

### Kompilacje
- 2012-11-19: Fabriclive 66 (Fabric Worldwide)